# Yangdi (Guangxi)
Yangdi (kinesiska: 杨堤乡, 杨堤) är en socken i Kina. Den ligger i den autonoma regionen Guangxi, i den södra delen av landet, omkring 330 kilometer nordost om regionhuvudstaden Nanning. Antalet invånare är 9111. Befolkningen består av 4 269 kvinnor och 4 842 män. Barn under 15 år utgör 16,0 %, vuxna 15-64 år 69 %, och äldre över 65 år 13,0 %.
Genomsnittlig årsnederbörd är 2 338 millimeter. Den regnigaste månaden är juni, med i genomsnitt 489 mm nederbörd, och den torraste är oktober, med 54 mm nederbörd.